# Anchoa
Anchoa – rodzaj ryb promieniopłetwych z podrodziny Engraulinae w obrębie rodziny sardelowatych (Engraulidae).

## Rozmieszczenie geograficzne
Do rodzaju należą gatunki występujące w wodach słodkich, półsłodkich i słonych przybrzeżnych stref Oceanu Spokojnego i Atlantyckiego.

## Morfologia
Długość ciała do 24 cm; masa ciała (największa opublikowana) 66,3 g. 

## Systematyka
Rodzaj zdefiniował w 1927 roku para amerykańskich ichtiologów, David Starr Jordan i Barton Warren Evermann, w artykule zatytułowanym „Nowe rodzaje i gatunki ryb Ameryki Północnej”, opublikowanym w czasopiśmie Proceedings of the California Academy of Sciences. Gatunkiem typowym jest (oryginalne oznaczenie (również monotypowe)) A. compressa.

### Etymologia
- Anchoa: hiszp. anchoa ‘sardela’[5].
- Anchovietta: rodzaj Anchovia Jordan & Evermann, 1895; łac. przyrostek zdrabniający -etta[2][5]. Gatunek typowy (oryginalne oznaczenie): Stolephorus naso Gilbert & Pierson, 1898.

### Podział systematyczny
Do rodzaju należą następujące gatunki:

- Anchoa analis (Miller, 1945)
- Anchoa argentivittata (Regan, 1904)
- Anchoa belizensis (Thomerson & Greenfield, 1975)
- Anchoa cayorum (Fowler, 1906)
- Anchoa chamensis Hildebrand, 1943
- Anchoa choerostoma (Goode, 1874)
- Anchoa colonensis Hildebrand, 1943
- Anchoa compressa (Girard, 1858)
- Anchoa cubana (Poey, 1868)
- Anchoa curta (Jordan & Gilbert, 1882)
- Anchoa delicatissima (Girard, 1854)
- Anchoa eigenmannia (Meek & Hildebrand, 1923)
- Anchoa exigua (Jordan & Gilbert, 1882)
- Anchoa filifera (Fowler, 1915)
- Anchoa helleri (Hubbs, 1921)
- Anchoa hepsetus (Linnaeus, 1758) – sardela srebrzysta[6]
- Anchoa ischana (Jordan & Gilbert, 1882)
- Anchoa januaria (Steindachner, 1879)
- Anchoa lamprotaenia Hildebrand, 1943
- Anchoa lucida (Jordan & Gilbert, 1882)
- Anchoa lyolepis (Evermann & Marsh, 1900)
- Anchoa marinii Hildebrand, 1943
- Anchoa mitchilli (Valenciennes, 1848) – sardela zatokowa[7]
- Anchoa mundeoloides (Breder, 1928)
- Anchoa mundeola (Gilbert & Pierson, 1898)
- Anchoa nasus (Kner & Steindachner, 1867) – sardela długonosa[8]
- Anchoa panamensis (Steindachner, 1876)
- Anchoa parva (Meek & Hildebrand, 1923)
- Anchoa pectoralis Hildebrand, 1943
- Anchoa scofieldi (Jordan & Culver, 1895)
- Anchoa spinifer (Valenciennes, 1848)
- Anchoa starksi (Gilbert & Pierson, 1898)
- Anchoa tricolor (Spix & Agassiz, 1829)
- Anchoa trinitatis (Fowler, 1915)
- Anchoa walkeri Baldwin & Chang, 1970

## Ochrona
Niektóre gatunki w wyniku nadmiernej eksploatacji są  narażone na wyginięcie i zostały wpisane do Czerwonej księgi gatunków zagrożonych, np. Anchoa chamensis.